# Roodkeelanolis
De roodkeelanolis (Anolis carolinensis) is de bekendste soort van de familie anolissen (Dactyloidae).

## Naamgeving en indeling
De nu geaccepteerde wetenschappelijke naam van de soort werd in 1832 gepubliceerd door Friedrich Siegmund Voigt, die de naam en beschrijving baseerde op "Lacertus viridis Jamaicensis" van Mark Catesby. Het betreft mogelijk dezelfde soort waarvoor Carl Linnaeus in 1758 de naam Lacerta principalis gebruikte. Het type van de naam van Linnaeus, in de collectie van het Zoölogisch Museum van de Universiteit van Uppsala, verkeert in slechte staat. Volgens Einar Lönnberg, die in 1896 een inventarisatie van die collectie publiceerde, was de naam Lacerta principalis mogelijk gebaseerd op materiaal dat van meerdere soorten afkomstig was.

## Uiterlijke kenmerken
De maximale lengte van de hagedis is 22 centimeter waarvan het grootste deel bestaat uit de staart, de vrouwen blijven kleiner dan de mannen.
De anolis kan zoals bijna al zijn familieleden van kleur veranderen. Er zijn twee kleurfases te onderscheiden, de donkere en de lichte kleurfase. Als de leef- en omgevingsfactoren goed zijn, verkeren ze in de lichte kleurfase en zijn ze groen van kleur. Als gevolg van stress, lichtintensiteit en ziekte kunnen de dieren een bruine kleur aannemen. Bij ziekte of extreme stress ontstaat een donkere vlek achter de ogen. Zowel de mannen als de vrouwen hebben een beweeglijke keelzak. Deze is roze-rood gekleurd maar die van de mannen is beduidend groter. Mannen zijn tevens te herkennen aan de verdikte staartwortel wat wordt veroorzaakt door de hemipenis, de 'dubbele' penis van hagedissen. Vrouwen bezitten een lichtkleurige zigzagstreep over de rug, bij de mannen ontbreekt deze streep.

## Levenswijze
De roodkeelanolis behoort tot de boom-struik ecomorf. Het zijn klimmende hagedissen die voorkomen op en in bomen en struiken maar ook rondom huizen. Net als gekkosoorten kunnen anolissen door de aanwezigheid van hechtlamellen onder de tenen ook op gladde oppervlakten lopen. Op het menu staan insecten(larven), spinnetjes en andere kleine ongewervelden. Het is een dagactieve soort die erg actief is en zich 's nachts terugtrekt onder een blad.

## Verspreiding en habitat
De roodkeelanolis komt algemeen voor in de meest zuidelijke staten van Noord-Amerika en leeft in de staten North Carolina, Florida en Texas. Lange tijd werden er verschillende ondersoorten onderscheiden, maar deze worden niet meer erkend.

## In gevangenschap
Deze soort is algemeen vertegenwoordigd in dieren- en reptielenwinkels waardoor het een populair beginnerssoort is in de terrariumhobby. De anolis drinkt bij voorkeur niet uit een bakje maar likt dauwdruppels op.